# مبدأ التغاير (فيزياء)
في الفيزياء، يؤكد مبدأ التغاير (بالإنجليزية: Principle of covariance)‏ على صياغة القوانين الفيزيائية باستخدام تلك الكميات الفيزيائية فقط التي يمكن أن يرتبط بها المراقبون في أطر مرجعية مختلفة بشكل لا لبس فيه.
رياضيًا، يجب أن تتحول الكميات الفيزيائية بشكل متغاير، أي تحت تمثيل معين لزمرة تحويلات الإحداثيات بين الأطر المرجعية المقبولة للنظرية الفيزيائية. يشار إلى هذه الزمرة باسم زمرة التغاير.
لا يتطلب مبدأ التغاير ثبات القوانين الفيزيائية ضمن مجموعة التحولات المقبولة بالرغم من أن المعادلات تكون ثابتة في معظم الحالات. ومع ذلك، في نظرية التفاعلات الضعيفة، فإن المعادلات ليست ثابتة في ظل الانعكاسات (لكنها، بالطبع لا تزال متغايرة).